# 검정고무신
《검정고무신》은 대한민국의 만화이자 애니메이션이다. 국내 제작 애니메이션인 검정고무신의 배경은 1960년대 후반 서울특별시 마포구에 살고 있는 대가족을 바탕으로 기철이(중학생), 기영이(국민학생) 형제가 성장한 이야기를 담았다. 검정고무신의 글은 도래미(본명: 이영일), 그림은 이우영이 담당했다.

## 목소리 출연
- 최덕희 1~2기 김서영 - 근석 3기 박지윤 4기 - 이기영
- 안경진 1~3기 오인실 4기 - 이기철, 박경주, 공옥순
- 오세홍 1~3기 박영재 4기 - 이선달
- 유명숙 1~3기 오수경 4기 - 춘심,  고민호
- 강구한 1~3기 유해무 4기 - 이두철
- 이연희 1~3기 최문자 4기 - 양희준  손정아 영화 - 정언년, (이영일, 양희준 1~3기)
- 조진숙 4기 - 이영일
- 김정애 1~3기 1~4기 - 거지 형 - 근석, 고민호 서지연 4기 - 이오덕, 한다혜,
- 이종구 1~3기 최정호 4기 근석 영화 - 땡구 기영이네 임시 담임선생님
- 홍영란 1~3기 - 박경주, 기영이네 담임선생님 1~3기
- 김정애 1~3기 - 한다혜
- 한인숙 1~3기 선은혜 4기 - 전성철
- 이정은 1~3기 배정미 4기 - 김도승, 기영이네 담임선생님
- 문관일 1기 - 기영이네 축구선생님, 기철이네 담임 선생님 똥퍼 아저씨 1기 ~ 3기
- 유해무 - 기철이네 담임 선생님, 똥퍼 아저씨 4기

## 제작진

### 1기, 2기
- 편성기획 : 이동순(1기), 강성철, 장해랑(2기)
- 책임프로듀서 : 김광태
- 음원작 : 도레미
- 배경 디자인 : 김완수
- 총감독·스토리보드 : 송정율
- 색지정 · 배경감독 : 안용관
- 애니메이션 감독 : 김이태, 김윤배
- 원화 : 김완수, 조종호, 이상헌, 유은미, 안한식, 김종민
- 원화작감 : 이상헌, 김정연, 한미옥, 유성동
- 동화 : 소호성, 황선희, 이민주, 허윤정, 김은미, 임양숙, 김종님
- 동화작감 : 소호성, 지성숙
- 배경 : 안용관, 김미옥, 한은주, 김양희
- 최종검사 : 배진숙, 조미숙
- 제작팀장 : 임홍조
- 제작진행 : 권오수, 강수진
- 디지털 제작 : Color Bank Communication
- 디지털 팀장 : 전병현
- 디지털 채색 : 박성혜, 양정은, 권주희, 임태수
- 디지털 촬영 : 최기호, 고민자, 김영훈
- 주제가 작사 : 한선희
- 주제가 작곡 : 방용석
- 주제가 노래 : 김국환
- 녹음 : 김희집
- 음악 : 방용석
- 음향, 믹싱 : 박재석
- 오디오제작 : 나라 A/V, 헐리웃매너
- 그래픽 디자인 : 임창욱
- 제작편집 : 조우헌
- 제작투자 : 대교, 대교애니메이션전문투자조합
- C.G : 오윤정, 최윤선
- 프로듀서 : 민영문, 황용명, 신동조
- 제작 : (주)새한동화(현 새한프로덕션), KBS

### 3기
- 편성기획 : 경명철(1~8화) → 장성환(9~26화)
- 책임프로듀서 : 송성근
- 원작기획 : 황경태
- 원작 : 도래미
- 각본 : 이광조
- 총감독 : 송정율

새한프로덕션
- 제작진행 : 이용헌
- 원화 : 윤영상, 김완수, 이건설, 김이태, 박태민, 강치근
- 원화작감 : 이영혜, 송준호
- 배경 : 김영구, 박상은, 김준성, 이달님, 최우영, 나경희, 이문희
- 동화작감 : 이연화
- 동화 : 김미자, 홍준선, 조은주, 이보신, 박광진, 김광숙, 박상욱, 서재일, 김기경, 국정임, 이은경, 박은주, 강영숙
- 최종검사 : 박수완

호서대학교
- 프로듀서 : 이규홍
- 조연출 : 박은미
- 배경 : 이성희, 조경아, 김태정, 박지영, 문정수, 박근희, 김영미
- 동화 : 유보라, 정보라, 김재선
- 디지털 제작 : 서광애니메이션/김정기, 김태훈, 오세청, 김용주, 김태희, 백정희, 김수정, 배효진, 곽민영, 정인진, 이정은, 홍설화, 박윤희, 콘츠디지털/김호진, 김성숙, 이경용, 김광은, 김명선, 이진경, 임재민, 정미라, 정세훈, 정현수, 조우상, 노영미, 이슬기, 주문경, 강병국, 김경희, 김지혜
- 주제가 작사 : 김주희
- 작곡 : 방용석
- 노래 : 김현아, 김령희, 김국환
- 대사녹음 : 나라AV/김희집
- 음악 : 헐리웃 매너
- 음악감독 : 방용석
- 음향 : 박재석, 한은정
- 그래픽 디자인 : 임창욱
- 제작편집 감독 : 김준석
- 제작편집 : 홍종만
- 제작투자 : 대교, 대교애니메이션전문투자조합
- C.G : 남빛나
- 프로듀서 : 민영문, 최성일, 이순주
- 사업대행 : KBS 미디어
- 공동제작 : KBS, 새한프로덕션, 호서대학교, 호서벤처투자

### 4기(NEW)
- 편성기획 : 김광필
- 책임프로듀서 : 박현민
- 기획 : 송정율, 장진혁
- 원작 : 이영일, 이우영
- 총감독 : 송정율
- 프로듀서 : 이순주, 목훈
- 애니메이션 프로듀서: 송요한
- 라인프로듀서 : 원성진
- 애니메이션 제작 : 새한프로덕션
- 시나리오 : 이영일, 이광조, 송정율
- 스토리보드 : 송정율, 조종호
- 마케팅 : 정종민, 백승남, 김예진, 최수경
- 레이아웃 : 조종호, 이건설, 조규덕, 소호성
- 애니체킹 : 조종호, 송희라
- 촬영감독 : 김호진
- 아트 디렉터 : 이강림, 송요한
- 소품 디자인 : 김지은
- 배경 디자인 : 한선근
- 배경 : 김영구, 한선근
- 제작협력 : 스핀아트
- 제작진행 : 이강림
- 녹음연출 : 김웅중
- 녹음 : KBS 미디어
- 음악 : 방용석, 김정연
- 음악감독 : 방용석
- 음향효과 : 황혜정
- 오디오 믹싱 : 헐리우드매너
- 오프닝곡
  - 작사 : 한선희
  - 작곡 : 방용석
  - 노래 : 김국환
- 엔딩곡
  - 작사/작곡 : 한선희, 방용석
  - 편곡/노래 : 김국환
- 제작투자 : 대교, 대교애니메이션전문투자조합
- 홍보 : 최승주
- 홈페이지 : KBS 미디어, 최병옥, 조안나
- 편집감독 : 김대건
- 컴퓨터 그래픽 : 황은서
- 연출 : 이순주
- 공동제작 : KBS, 새한프로덕션, 형설앤

## 애니메이션
애니메이션은 한국방송공사, 새한프로덕션, 호서대학교, 호서벤처투자(호서대학교에서 출자한 회사)에서 제작 및 투자를 맡았으며, KBS 미디어에서 홍보와 사업창구를 대행하였다. 한국방송에서 1999년 설날 특집 방송으로 첫선을 보인 후 2000년 13화 완결의 첫 번째 TV시리즈를 제작,방영하여, 17% 내외의 압도적인 시청률(수도권, 부산/경남/울산권, 대구/경북권 기준)을 기록하는 기염을 토해냈다. 이전 시즌을 시청했던 시청자들의 계속적인 요청에 따라 2004년 6월 16일부터 2005년 1월 5일까지 수요일마다 방영하였다.(두 번째 TV시리즈)시청자들의 재방송 요청으로 2005년 5월 25일부터 2005년 6월 30일까지 일부 내용이 재방영되었고 2005년 5월중순에 새로운 TV시리즈를 제작, 방영하였다. 애니메이션은 원작 만화처럼 형제의 성장기를 주로 다루었으며, 특집 〈보릿고개 시련기〉 3부작에서는 아버지의 갑작스런 실직으로 겪는 어려움을 가족애로 극복하면서 동병상련의 정을 나누는 이야기를 담았다. 2009년 10월 28일부터 11월 11일과 어린이날(HD 버전) 특집으로 2013년 5월 1일부터 2013년 5월 3일까지 〈보릿고개 시련기〉 편을 다시 방송하였다. 2015년에는 형설앤과 함께 10년만에 다시 모여 공동으로 제작한 검정고무신 4기를 5월 11일부터 8월 10일까지 방영했다.

## 영화/제공
당초 2009년 검정고무신 극장판을 개봉하려 했으나 제작비 부족으로 무산됐다. 11년 뒤인 2020년 11월 19일 《추억의 검정고무신》이란 극장판 제목으로 CGV에서 단독 개봉했다.
당초 2022년 검정고무신 극장판을 개봉하려 했으나 2번째 했다. 2022년 10월 6일 《검정고무신: 즐거운 나의집》이란 극장판 제목으로 CGV에서 단독 개봉했다.

## 논쟁
《검정 고무신》은 2인 작가가 만든 출판 만화이며, 기업이 동명의 애니메이션 시리즈와 상품을 담당해 캐릭터의 지적재산권과 원작자 2명에 대한 논쟁이 존재한다.
원작자인 이우영, 이영일 측과 캐릭터의 지적재산권을 취득한 기업 측에 대해 판권을 가지는 사람이 누구인지에 대한 논쟁이 존재한다. 한국만화가협회에 따르면 해당 기업 측에서 원작자의 사전 동의 없이 캐릭터들의 피규어 등의 2차 저작물을 만들었다고 한다.

### 《추억의 검정고무신》 상영 이후
영화《추억의 검정고무신》이 상영된 후에 이우영에 따르면 그는 저작권 판권료를 이미 받지 않은 상태이며,  애니메이션 시리즈 중 방송되지 못한 에피소드를 모아 만들어진 영화임을 밝혔다. 반면, 형설앤 측은 당 영화를 포함한 애니메이션 시리즈는 원작 《검정고무신》의 공동저자이자 스토리 작가인 이영일이 1기를 시작으로 제작진으로 참여하였다고 밝혔다. 또한 해당 기업에 따르면 이우영의 '원저작료 미지급' 문제는 원작료 반환에 관련된 소송으로 인한 것이라 주장하였다. 또한 《추억의 검정고무신》은 형설앤 측에 의해 영화의 내용이 제작 무산된 후속 시즌 에피소드 중 일부인 것이 밝혀졌다.
논쟁 이후, 2023년 3월 11일 이우영 작가가 향년 50세의 나이로 극심한 정신적 충격 때문에 자살하는 비극적인 사건이 벌어진 것이다.

## 수상 경력
- 제26회(1999년) 한국방송대상 애니메이션부문 우수작품상
- 2004년 방송위원회(현 방송통신심의위원회)가 주관하는 '이달의 좋은 프로그램상' 및 서울 YMCA의 어린이 영상문화 연구회에서 '2004 어린이가 뽑은 좋은 어린이 프로그램'을 수여한 바 있다.

## 드라마 속의 검정고무신
- KBS 1TV의 드라마 《다 함께 차차차》 4화에서 《검정고무신》의 제작 장면이 등장하였다.

## 유사한 작품
- 아빠 어릴 적엔